# Hebe Mattos
Hebe Maria da Costa Mattos Gomes de Castro ou Hebe Mattos é uma historiadora e professora universitária brasileira. É especialista no estudo das relações socioculturais da escravidão, na sociedade fluminense do século XIX.
Destacou-se pela atuação intelectual no cenário de Impeachment de Dilma Rousseff em 2016. Uniu-se e criou o grupo "Historiadores pela democracia", que resultou na publicação de Historiadores pela democracia: o golpe de 2016 e a força do passado.

## Biografia e formação
Hebe Maria da Costa Mattos Gomes de Castro, conhecida simplesmente como Hebe Mattos, é graduada em História, pela Universidade Federal Fluminense. No final de sua graduação, concluída em 1980, participou de uma iniciação científica, onde estudou a escravidão na cidade fluminense de Silva Jardim.
O projeto de pesquisa lhe rendeu um tema para o mestrado, realizado também na Universidade Federal Fluminense, entre 1981 e 1985. A pesquisa do mestrado visava problematizar a dicotomia escravo/grande proprietário como elemento central para a sociedade brasileira oitocentista. Essa era a interpretação hegemônica desde as reflexões de Gilberto Freyre, em Casa Grande & Senzala.
No doutorado, Hebe Mattos analisou de maneira aprofundada a experiência da escravização e a invisibilidade dos ex-escravos no pós-Abolição. Foi orientada por Maria Yedda Leite Linhares, defendendo sua tese A Cor Inexistente: significados da liberdade no sudeste escravista. Brasil, século XIX, em 1993. Realizou pós-doutorado na University System of Maryland entre 1996 e 1997, na Universidade Estadual de Campinas entre 2000 e 2001 e na Sorbonne em 2008.

## Atuação
Foi professora da Universidade Federal Fluminense, entre 1983 e 2017. Atualmente integra o quadro de docentes da Universidade Federal de Juiz de Fora. Já foi professora visitante da University of Michigan (1996), École des Hautes Études en Sciences Sociales (2004 e 2008), Stanford University (2009), Universidad de Santiago de Chile (2010), Universidade Federal de Pernambuco (2013) e Columbia University (2014).
A atuação acadêmica e intelectual de Mattos, para além da produção da especialista em escravidão e na experiência da escravização, possui um importante reflexo na conservação da cultura material e imaterial das populações quilombolas do estado do Rio de Janeiro. Desenvolveu trabalhos, em conjunto ao LABHOI (Laboratório de História Oral e Imagem, da UFF), que rendeu os filmes-documentários: Memórias do Cativeiro, 2005; Jongos, Calangos e Folias: Música Negra, memória e poesia, 2008; Versos e Catetes: O jogo do p na cultura afro-fluminense, 2009; Passados Presentes: memória negra no sul fluminense, 2011.

## Publicações
Livros publicados:
- Ao Sul da História: lavradores pobres na crise do trabalho escravo, 1987.
- Das Cores do Silêncio. Os significados da liberdade no sudeste escravista (Brasil, séc. XIX), 1995.
- Escravidão e Cidadania no Brasil Monárquico, 2000.

Livros organizados:
- Resgate: uma janela para o Oitocentos, 1995.
- Écrire l´Esclavage, Écrire la Liberté. Pratiques administratives, notariales et juridiques dans le societés esclavagistes et post-esclavagistes. Approche comparative (Brésil, Antilles, Lousiane), 2003.
- Memórias do Cativeiro: Família, trabalho e cidadania no pós-abolição, 2005.
- Pelos Caminhos do Jongo e do Caxambu. História, Memória e Patrimônio, 2009.
- Tradições e Modernidades, 2010.
- O Negro no Brasil. Trajetórias e lutas em dez aulas de história, 2012.
- Diáspora Negra e Lugares de Memória, 2013.
- Histórias do Pós-Abolição no Mundo Atlântico (três volumes), 2014.
- História Oral e Comunidade. Reparações e culturas negras, 2016.
- Esclavage et Subjetivité dans l?Atlantique luso-brésilien et français (xviie-xxe siècles), 2016